# Viveca Lindfors
Viveca Lindfors, właśc. Elsa Viveca Torstensdotter Lindfors (ur. 29 grudnia 1920 w Uppsali, zm. 25 października 1995 tamże) – szwedzka aktorka filmowa i teatralna, od 1946 pracująca w Stanach Zjednoczonych. 
Znana z roli Klaudii, żony Poncjusza Piłata (Hurd Hatfield) w filmie Król królów (1961) Nicholasa Raya. Wraz z Ritą Gam zdobyła Srebrnego Niedźwiedzia dla najlepszej aktorki na 12. MFF w Berlinie za rolę w filmie No Exit (1962) Tada Danielewskiego.